# Hank Beelenkamp
Hank Beelenkamp, (Amsterdam, 1952) is een Nederlands beeldhouwer, schilder en tekenaar.

## Leven en werk
Beelenkamp werd opgeleid aan de Rijksakademie van beeldende kunsten als leerling van Piet Esser en Paul Grégoire. Hij studeerde in 1977 af en verhuisde vervolgens naar Limburg. Hij is vooral steenbeeldhouwer en maakt forse sculpturen in doleriet en hardsteen. Hij werkt daarnaast ook in brons. Zijn werk is figuratief en vaak geïnspireerd op het vrouwenlichaam, al zegt hij daar zelf over: "Hoewel er over het algemeen herkenbare elementen aan mijn beelden te zien zijn, gaat het mij niet om de herkenbaarheid van die elementen, maar om de vorm en ontroering. In die zin zijn mijn beelden wel abstract te noemen."
In 1982 kreeg Beelenkamp samen met Marius van Beek en Wim Tap een opdracht van de gemeente Amsterdam voor een 'plastisch teken' ter herinnering aan het verleden van de Oostelijke Eilanden. Omdat het gebied zijn ontstaan dankt aan de scheepsbouw, kozen de beeldhouwers kozen voor een schip, met boegbeeld van een vrouw. Ze verwezen daarmee niet alleen naar de primitievere schepen die ter plekke werden gebouwd, maar ook naar de scheepsbouw voor de Vereenigde Oostindische Compagnie die in dit gebied plaatsvond. Op het monument staan de A van Amsterdam en het VOC-logo. Als symbool van verzet tegen uitbuiting werd als tegenhanger ook een tekst van Multatuli op het werk geplaatst: "Er ligt een roofstaat tussen Oost-Friesland en de Westerschelde." In zijn dagboek schreef Van Beek in deze periode over Beelenkamp: "Veel talent die jongen + razend knappe tekenaar. Heeft wanden vol schetsen voor monument gemaakt + 2 studies in was van boegbeeld en de stedemaagd, geestig en ook wel bijzonder plastisch". De titel werd uiteindelijk Schip op helling.
Beelenkamp exposeerde meerdere malen. Eind jaren 70 nam hij deel aan een aantal exposities voor bronzen beelden, samen met onder anderen Piet van Heerden, Pieter Starreveld en Hetta Statius Muller bij Kasteel Hoensbroek (1978, 1979) en de Kunsthoeve Europa in Bergharen (1979). In 2015 had hij een duo-expositie met de keramiste Ingrid Breuers in het Museum Valkenburg.

## Enkele werken
- 1979: De grote voormannen, borstbeelden van Abraham Kuyper, Alexander de Savornin Lohman en Herman Schaepman, die in oplage werden verkocht.[6]
- 1983: Schip op helling, Grote Wittenburgerstraat, Amsterdam. Samen met Marius van Beek en Wim Tap.[4]
- 1983: Levensboom, Veldstraat, bij Klooster Opveld, Maastricht.
- 1984: Levensboom, Burg. Dohmenplein, Eygelshoven.
- 1986: bronzen reliëf voor het personeelsrestaurant van de Koninklijke Nederlandse Papierfabriek in Maastricht.
- 1988: Bèrke, Volksplein, Maastricht.
- 2001: Het andere land, Fortbocht, Kudelstaart

## Foto's

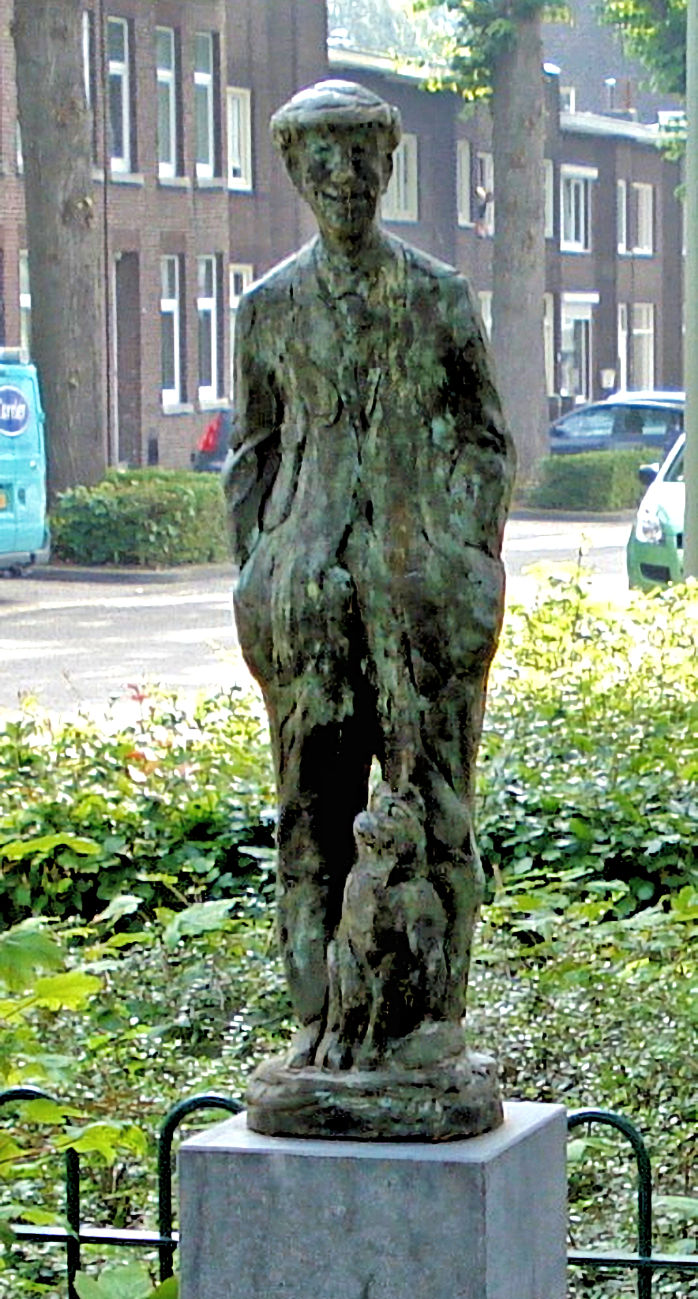
Bèrke (1988)
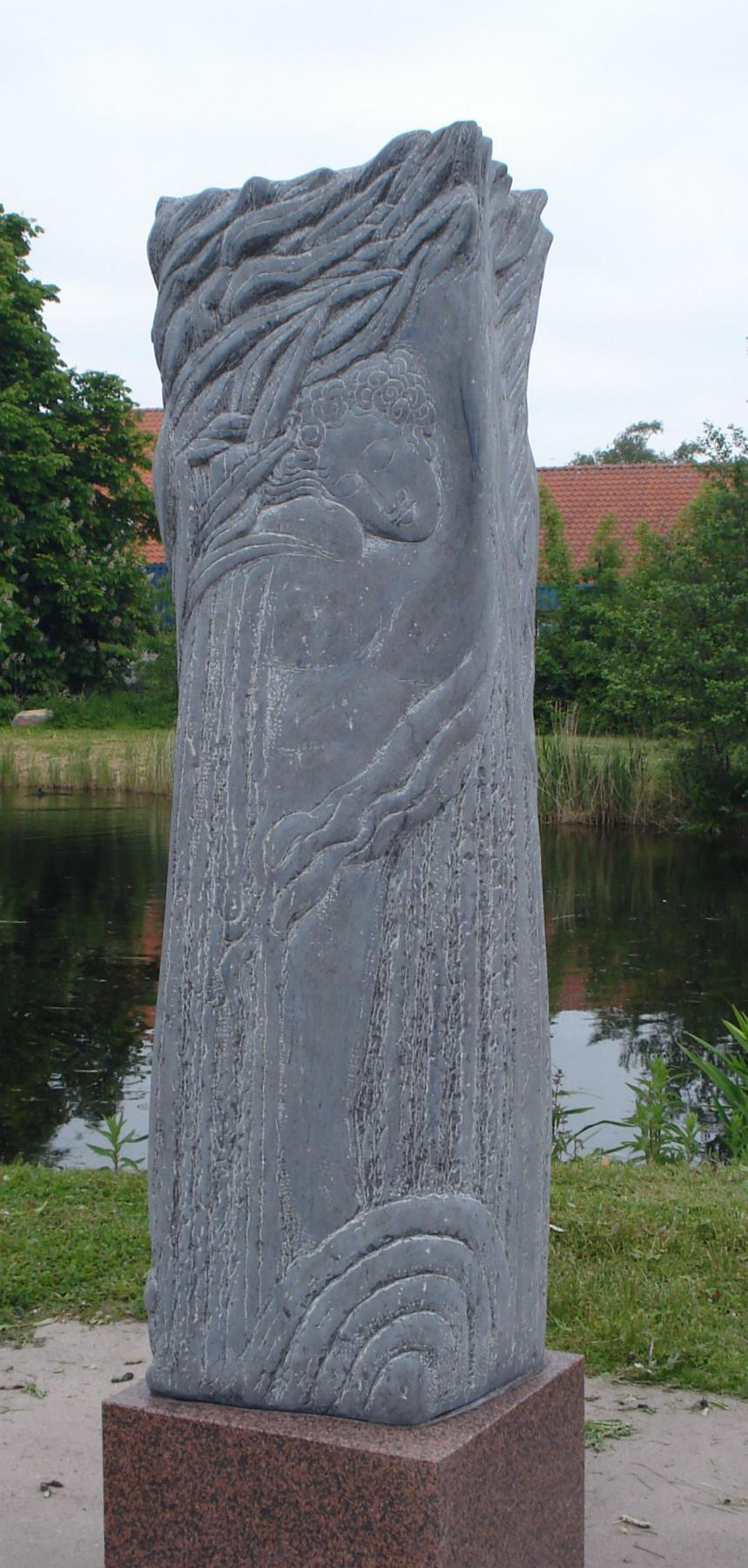
Het andere land (2001)